# Provinciale weg 271
De provinciale weg 271 is een provinciale weg in de Nederlandse provincies Limburg en Gelderland. De weg loopt over een lengte van circa 60 kilometer vanaf de A73 ter hoogte van het Gelderse Heumen tot aan diezelfde A73 ten zuiden van Venlo en volgt over bijna het gehele traject de Duitse grens en de rivier de Maas.

## Geschiedenis
De huidige N271 is een gedeelte van de oude rijksweg Maastricht - Nijmegen, aangelegd in de 19e eeuw, in de Wegnummering 1957 met het wegnummer N95 genoemd. Eind jaren 1970 kreeg het stuk Nijmegen - Maasbracht, tot de aansluiting met de A2, het wegnummer N271. Door de aanleg van de A73 (voltooid begin 2008) en A77 (jaren 1980) heeft de weg nog slechts een regionale ontsluitingsfunctie, en is het beheer geleidelijk overgedragen aan de provincie en gemeenten. De naam Rijksweg is in veel gevallen bewaard gebleven als straatnaam.

## Tussen Nijmegen en Venlo
Voordat de parallel gelegen A73 werd aangelegd, was de N271 de noord-zuidverbinding die de steden Nijmegen en Venlo met elkaar verbond. Bepaalde gedeelten op het traject, bij Gennep en Arcen, waren ongelijkvloers uitgevoerd, met twee rijstroken per richting en voorzien van vluchtstroken. Deze delen liepen vooruit op de aanleg van een autosnelweg op de rechteroever van de Maas, maar uiteindelijk is die op de linkeroever gekomen. De zogenaamde rondweg bij Gennep werd in 1977 geopend, waarmee de N271 niet meer door het centrum van Gennep liep. Inmiddels heeft de provincie hier ook gelijkvloerse kruisingen aangelegd.
De route door Venlo is in gemeentelijk beheer en hier wijken de bewegwijzeringsroutes af van het traject om zo het doorgaande verkeer te weren. Het wegnummer wordt op enkele plaatsen dan alleen administratief gebruikt en staat niet op de bewegwijzering.
De weg loopt hier langs het Nationaal Park De Maasduinen.

## Tussen Venlo en Maasbracht
Ten zuiden van Venlo is de N271 tot eind 2007 een doorgaande weg gebleven in beheer bij Rijkswaterstaat. Tussen Tegelen en Swalmen is in de jaren 1970 een ongelijkvloerse weg aangelegd, parallel aan de rijksweg, om het doorgaande verkeer door de aanliggende dorpen te weren. Deze omlegging is als Streekweg bekend. Deze werd niet helemaal voltooid en eindigde zodoende midden in Tegelen. In 2002 is de weg alsnog doorgetrokken naar de Zuiderbrug in Venlo; tot die tijd was de Streekweg in het beheer van de provincie en liep de rijksweg dwars door de dorpen. De Streekweg was destijds als N567 genummerd. Door de aanleg van de A73 is deze weg grotendeels weer verdwenen. Jarenlang deed het gerucht de ronde dat onder de Streekweg de vermiste Marjo Winkens uit Schimmert zou zijn begraven. In 2005 is er tijdens de afbraak onderzoek naar gedaan, maar het stoffelijk overschot werd niet aangetroffen.
De delen van rijksweg N271 door de kernen Tegelen, Belfeld en Reuver zijn met de omlegging over de Streekweg overgedragen aan de gemeenten. Na de voltooiing van de A73 werd de rest van de weg overgedragen en omgevormd tot regionale wegen. In 2016 wordt het nummer op niet verwijderde verouderde bewegwijzering nog aangegeven.